# 긴칼뿔오릭스
긴칼뿔오릭스(Scimitar Oryx, Scimitar-Horned Oryx)는 오릭스속의 종으로 북부 아프리카 전체에서 서식했다. "흰오릭스" 라고도 한다. 2001년부터 2004년까지 개체 수에 대한 조사에 나섰으나 야생개체를 확인하지 못해 국제자연보호연맹에 의해 야생절멸종으로 분류되었었고, 세네갈과 모로코 등지의 사육 중인 개체들만이 남아 있었다. 그러나 2023년 지속적인 보존 노력 덕분에 개체수가 증가하여 위기종으로 등급이 하향되었다.

## 생태
몸길이 평균 170cm이고, 초승달 모양으로 굽은 뿔은 암컷 쪽이 더 가늘고 1m가 넘으며 몸무게는 대체로 200kg을 넘는다. 물을 수 주간 마시지 않고도 살아갈 수 있으며 군집 생활을 하는데, 저녁에 주로 활동하고 밤에도 가끔씩 활동하는 습성이 있다. 초식성으로 풀, 건초, 나뭇잎, 과일 등을 먹는다. 평소에는 수컷들이 암컷들을 두고 다투며, 한 배에 새끼를 한 마리씩 낳고 임신기간은 약 300일이다. 수명은 약 18년 가량이다.

## 기타
국내에선 서울대공원에 유일하게 보유 중이다. 덕선, 가을, 햇살, 겨울 총 4마리인데, 근친을 방지하기 위해 암수 분리되어 사육 중이다.